# Free the Nipple
 (août 2018).
Si vous disposez d'ouvrages ou d'articles de référence ou si vous connaissez des sites web de qualité traitant du thème abordé ici, merci de compléter l'article en donnant les références utiles à sa vérifiabilité et en les liant à la section « Notes et références ».

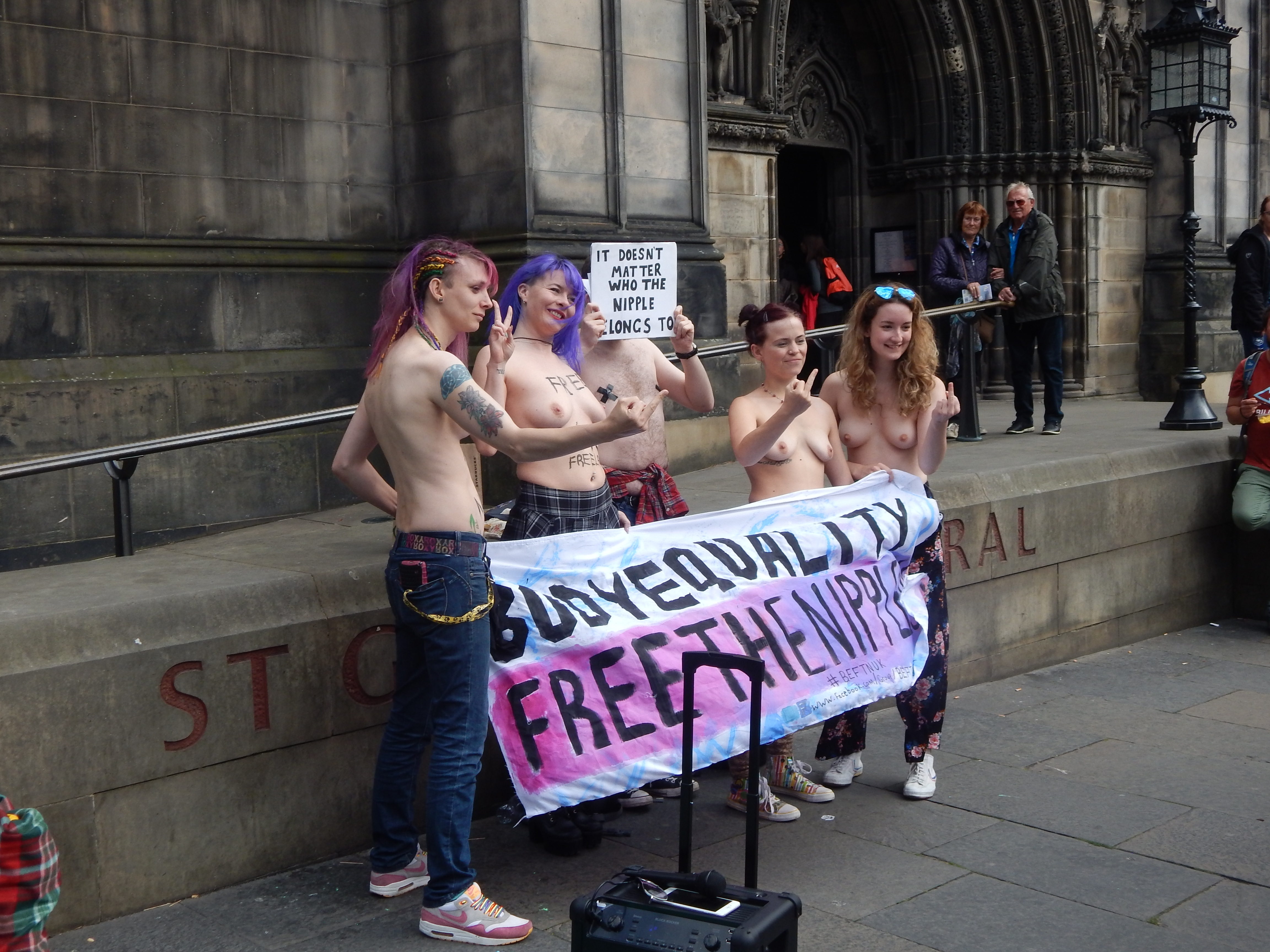
Edinburgh Festival Fringe, 2017

Free the Nipple (« libérer le téton ») est une campagne créée en 2012 pendant la pré-production du film homonyme (2014). 
Cette campagne met en relief la convention générale qui autorise les hommes à apparaître torse nu en public tandis qu'il est considéré comme indécent pour les femmes de faire de même. Ce mouvement soutient qu'il devrait être légalement et culturellement acceptable pour la femme de montrer ses seins en public.

## Histoire
En 2012, la réalisatrice Lina Esco commence cette campagne à New York en créant un documentaire d'elle-même en train de courir à travers les rues de la ville, dépourvue de T-shirt. Pendant le tournage et la création du métrage, le hashtag #FreeTheNipple lui servait à poster de courts clips afin de promouvoir le projet. En 2013, Facebook supprime ces clips de son site, jugeant qu'ils violaient son règlement. En 2014, des célébrités telles que Miley Cyrus, Lena Dunham, Chelsea Handler, Rihanna et Chrissy Teigen ont posté des photos sur leurs réseaux sociaux pour afficher leur soutien à l'initiative libératrice de Lina Esco.
Deux militantes, Tiernan Hebron et l'étudiante Anni Ma, ont été arrêtées pour exhibitionnisme pour une apparition lors de la campagne de Bernie Sanders de 23 mars 2016. Elles sont apparues topless (seins nus), excepté des pièces de ruban adhésif pour masquer leurs tétons, avec les inscriptions « Free The Nipple », « Equality » (égalité) et « Free the Bern » sur la poitrine. Les officiers de la police de Los Angeles leur ont demandé de couvrir leurs seins, ce qu'elles ont refusé, entrainant leur arrestation. Elles ont été maintenues 25 heures en prison mais n'ont été poursuivies pour aucun délit. Après leur relaxe, Ma a porté plainte au niveau fédéral contre la police de Los Angeles. Ses arguments étaient que les glandes mammaires ne sont pas des organes sexuels mais n'ont pour fonction que d'allaiter le nouveau-né et qu'elle était convaincue qu'elle n'avait à aucun moment montré de partie génitale ou privées. Son avocat ajouta qu'elle n'avait pas été nue et que la loi californienne sur l'exhibition ne s'applique que pour les parties génitales et non les seins. Sa plainte impliquait également que ses droits constitutionnels avaient été violés, qu'elle avait été victime de discrimination sexuelle illégale et que les droits civiques fédéraux avaient été violés. Par ailleurs, elle avait déjà été sans T-shirt le 19 mars à la campagne de Bernie Sanders. Historiquement, elle a plusieurs fois été arrêtée ou poursuivie pour indécence publique, trouble à l'ordre public ou comportement obscène pour avoir montré ses tétons, et ce même dans des juridictions qui n'explicitaient pas cette interdiction. Dans l'état de New-York, le toplessness (fait d'être sans vêtement pour couvrir son corps) a été rendu légal aux alentours de 1990 ; or une femme a été arrêtée là-bas en 2005 pour apparition sans haut. La cour a tranché en sa faveur et elle a reçu 29 000 dollars en dommages et intérêts.
En 2015, la campagne a attiré l'attention en Islande après qu'une activiste adolescente a posté une photo topless d'elle-même et a été victime de harcèlement. Björt Ólafsdóttir, un membre du Parlement, a posté une photo topless par solidarité.
Les évènements pro-Free the Nipple se sont tenus à Brighton en Angleterre en 2016 et 2017, ainsi qu'à Hull en 2017, ce dernier étant organisé le 25 août, jour de l'égalité des femmes et du topless commémorant la date où les femmes ont obtenu le droit de vote aux États-Unis, le 25 août 1920.
Le mouvement « Free the Nipple » semble avoir gagné une partie de l'Europe selon une étude comparative IFOP de juin 2022 auprès de 5 000 personnes : la France serait le pays le plus adepte du « no bra » chez la population adulte (6 % en France, contre une moyenne de 4 % dans les autres pays) et chez les jeunes de moins de 25 ans (13 % en France contre à peine 2 % en Europe),,,
Pour illustrer la libération du téton, en 2023, la New York Fashion Week a même dévoilé la « naked dress » (robe transparente) et le topless pendant les défilés de mode des marques Weinsanto, Womenswear, Acne Studios et Givenchy,,.

## Cas judiciaires (États-Unis)
Plusieurs cas ont impliqué la question de l'indécence supposée de l'exhibition des seins. Au total, trois états américains interdisent aux femmes de montrer leurs seins : l'Indiana, le Tennessee et l'Utah, tandis que quatorze états ont des lois ambiguës à ce sujet[réf. souhaitée].
En 2016, sur la plage de l'état du New Hampshire aux États-Unis, lors du « Topless Day », trois personnes ont été arrêtées sous prétexte qu’elles étaient seins nus. Elles ont été condamnées par les tribunaux de 1re instance. Ensuite, elles ont porté plainte contre l’État mais ont été déboutées au motif que l’ordonnance sur les bases de laquelle elles ont été condamnées «« ne viole pas les droits constitutionnels des accusés à une protection égale ou à la liberté d'expression en vertu des constitutions nationales et fédérales. En tant que telle, l’ordonnance ne restreint pas indûment les droits fondamentaux des accusés. En conséquence, nous sommes d'accord avec le tribunal de première instance que la ville avait le pouvoir de promulguer l'ordonnance »,.

## Campagne sur les réseaux sociaux
Chaque plateforme de réseaux sociaux a sa propre politique en ce qui concerne la nudité et en particulier les seins et les tétons. Facebook ne les autorise que dans des cas d'« allaitement, naissance et après-naissance, santé (post-mastectomie, prévention contre le cancer du sein, chirurgie de transition de genre), ou comme un acte de protestation ». La ligne d'Instagram est quant-à-elle formulée ainsi : « Nous savons qu'il y a des moments durant lesquels les gens pourraient vouloir partager des images de nu créatives ou artistiques, mais pour une multitude de raisons, nous n'autorisons pas la nudité sur Instagram. Cela inclut les vidéos, photos et contenus digitaux qui montrent l'acte sexuel, les parties génitales, et les plans sur les fesses nues. Cela inclut également que certaines photos de cicatrices post-mastectomie et de femmes allaitant leur enfant sont autorisées. La nudité dans les photos de tableaux sont OK, aussi ». 
Pinterest autorise la nudité non-sexuelle et artistique. Leur raison de tolérer des contenus matures est « l'art, l'éducation sexuelle sécurisée et les contestations politiques ». Le CEO d'Instagram Kevin Systrom a déclaré qu'en raisons de la régulation de l'App Store d'Apple, chaque application a besoin d'une limite d'âge et qu'autoriser la nudité ferait passer celle d'Instagram de 12 à 17, ce qu'il veut éviter afin d'attirer une audience jeune. La politique de Youtube autorise les tétons à être montrés, cependant, le site ne tolère pas les contenus explicitement sexuels où les tétons sont montrés. Google+ n'autorise les tétons que dans le cadre du dessin animé. Flickr et Tumblr autorisent leurs utilisateurs à contrôler le degré de nudité qu'ils veulent voir, mais tout est autorisé lorsque le contrôle est désactivé. Twitter autorise tout ce qui touche à la nudité féminine.
Les activistes ont pris l'habitude d'utiliser le hashtag #FreeTheNipple sur Facebook, Instagram ou Twitter.
Plusieurs célébrités du monde anglophone se sont prononcées en solidarité avec le mouvement, notamment dans le Time Magazine.
Le 18 janvier 2023, le Conseil de surveillance de Facebook a demandé que Meta modifie sa politique sur la nudité et sur les activités sexuelles chez les adultes pour respecter les droits de la personne. Le communiqué de presse du Conseil affirme que les restrictions et les exceptions aux règles sur les mamelons féminins sont étendues et déroutantes, en particulier lorsqu'elles s'appliquent aux personnes transgenres et non binaires. Le manque de clarté inhérent à cette politique crée une incertitude pour les utilisateurs et les modérateurs, et la rend inapplicable dans la pratique,,.

## Film et télévision
En 2014, la réalisatrice Lina Esco produit le documentaire américain Free The Nipple. Le film traite d'un groupe de jeunes femmes protestant contre les tabous culturels dans les rues de New-York en s'appuyant sur la représentation de la femme dans la publicité ainsi que le Premier amendement de la Constitution des États-Unis. Après avoir tourné le film en 2012, Esco n'a commencé la campagne qu'en 2013, ne parvenant pas à trouver de moyen de toucher la plus large audience possible.
Dans l'épisode 106 de The Bold Type, le personnage principal Kat participe à la campagne sur les réseaux sociaux en postant des photos de femmes avec des tétons masculins. Le personnage dit que libérer le téton dépasse Instagram et est une affaire d'égalité des genres.